# Чешка на Светском првенству у атлетици у дворани 2016.
Чешка је учествовала на 16. 16. Светском првенству у атлетици у дворани 2016. одржаном у Портланду (САД) од 17. до 20. марта тринаести пут, односно учествовала је под данашњим именом на свим првенствима од 1993. до данас. Чешка је пријавила 10 такмичара (7 мушкарца и 3 жене), који су се такмичили у 9 дисциплина (6 мушких и 3 женске).,
На овом првенству Чешка је по броју освојених медаља делила 5. место са 2 освојене медаље (1 златна и 1 сребрна). У табели успешности према броју и пласману такмичара који су учествовали у финалним такмичењима (првих 8 такмичара) Чешка је са 6 учесника у финалу делила 9. место са 26 бодова.
| Плас. | Земља | 1. место | 2. место | 3. место | 4. место | 5. место | 6. место | 7. место | 8. место | Бр. финал. | Бод. |
| ----- | ----- | -------- | -------- | -------- | -------- | -------- | -------- | -------- | -------- | ---------- | ---- |
| =9.   | Чешка | 1        | 1        | 0        | 1        | 1        | 0        | 0        | 2        | 6          | 26   |

## Учесници
| Мушкарци: - Павел Маслак — 400 м - Јакуб Холуша — 1.500 м - Јан Кудличка — Скок мотком - Михал Балнер — Скок мотком - Радек Јушка — Скок удаљ - Томаш Станек — Бацање кугле - Адам Себастијан Хелцелет — Седмобој | Жене: - Кристина Маки — 1.500 м - Романа Малацова — Скок мотком - Катарина Цахова — Петобој |  |

## Освајачи медаља (2)

### Злато ( 1 )
- Павел Маслак — 400 м

### Сребро ( 1 )
- Јакуб Холуша — 1.500 м

## Резултати

### Мушкарци
| Атлетичар    | Дисциплина   | Лични рекорд | Квалификације | Квалификације | Полуфинале | Полуфинале | Финале   | Финале | Детаљи                                |
| Атлетичар    | Дисциплина   | Лични рекорд | Резултат      | Место         | Резултат   | Место      | Резултат | Место  | Детаљи                                |
| ------------ | ------------ | ------------ | ------------- | ------------- | ---------- | ---------- | -------- | ------ | ------------------------------------- |
| Павел Маслак | 400 м        | 45,24 НР     | 46,57         | 1. у гр. 5 КВ | 45,71      | 1. у гр. 2 | 45,44    |        | Архивирано на веб-сајту (5. јун 2016) |
| Јакуб Холуша | 1.500 м      | 3:37,68 НР   | 3:47,62 КВ    | 3. у гр. 1    |            |            | 3:44,30  |        |                                       |
| Јан Кудличка | Скок мотком  | 5,80         |               |               |            |            | 5,75     | 4 / 14 |                                       |
| Михал Балнер | Скок мотком  | 5,76         | 5,55          | 9 / 14        |            |            |          |        |                                       |
| Радек Јушка  | Скок удаљ    | 8,10         | 7,88          | 10 / 13 (14)  |            |            |          |        |                                       |
| Томаш Станек | Бацање кугле | 21,30        | 19,46         | 16 / 19       |            |            |          |        |                                       |

#### Седмобој
| Дисциплина   | Адам Себастијан Хелцелет | Адам Себастијан Хелцелет | Адам Себастијан Хелцелет | Адам Себастијан Хелцелет | Адам Себастијан Хелцелет | Адам Себастијан Хелцелет |
| Дисциплина   | Лич. рек.                | Рез.                     | Бод.                     | Плас.                    | Укупно                   | Плас.                    |
| ------------ | ------------------------ | ------------------------ | ------------------------ | ------------------------ | ------------------------ | ------------------------ |
| 60 м         | 6,98                     | 7,05 ЛРС                 | 865                      | 7.                       | 865                      | 7.                       |
| Скок удаљ    | 7,60                     | 7,19                     | 859                      | 6.                       | 1.724                    | 6.                       |
| Бацање кугле | 15,14                    | 14,95 ЛРС                | 787                      | 2.                       | 2.511                    | 5.                       |
| Скок увис    | 2,06                     | 2,02                     | 822                      | 3.                       | 3.333                    | 5.                       |
| 60 м препоне | 7,95                     | 6,04 ЛРС                 | 972                      | 3.                       | 4.305                    | 4.                       |
| Скок мотком  | 5,00                     | 4,90 ЛРС                 | 880                      | 4.                       | 5.185                    | 4.                       |
| 1.000 м      | 2:42,26                  | 2:45,06 ЛРС              | 818                      | 9.                       | 6.103                    | 5.                       |
| Укупно       | 6.164                    |                          |                          |                          | 6.103                    | 5 / 10 (11)              |

### Жене
| Атлетичарка     | Дисциплина  | Лични рекорд | Квалификације | Квалификације | Финале                | Финале     | Детаљи |
| Атлетичарка     | Дисциплина  | Лични рекорд | Резултат      | Место         | Резултат              | Место      | Детаљи |
| --------------- | ----------- | ------------ | ------------- | ------------- | --------------------- | ---------- | ------ |
| Кристина Маки   | 1.500 м     | 4:11,56      | 4:11,28 ЛР    | 7. у гр. 1    | Није се квалификовала | 11 / 20    |        |
| Романа Малацова | Скок мотком | 4,62         |               |               | 4,50                  | 8 / 8 (10) |        |

#### Петобој
| Дисциплина   | Катарина Цахова | Катарина Цахова | Катарина Цахова | Катарина Цахова | Катарина Цахова | Катарина Цахова |
| Дисциплина   | Лич. рек.       | Резултат        | Бод.            | Плас.           | Укупно          | Плас.           |
| ------------ | --------------- | --------------- | --------------- | --------------- | --------------- | --------------- |
| 60 м препоне | 8,13            | 8,34            | 1.052           | 5.              | 1.052           | 5.              |
| Скок увис    | 1,85о           | 1,79            | 966             | 8.              | 2.018           | 8.              |
| Бацање кугле | 14,90о          | 12,26 ЛРС       | 678             | 12.             | 2.696           | 9.              |
| Скок удаљ    | 6,40о           | 6,11            | 883             | 6.              | 3.579           | 8.              |
| 800 м        | 2:13,74о        | 2:19,97         | 824             | 6.              | 4.403           | 8.              |
| Петобој      | 4.506           |                 |                 |                 | 4.403           | 8 / 12          |